# Смородина скальная
Смородина скальная (лат. Ribes petraeum) — вид плодовых листопадных кустарников рода Смородина семейства Крыжовниковые (Grossulariaceae).
Впервые вид был описан австрийским минералогом и ботаником Францем фон Вульфеном.
Латинский видовой эпитет образован от греч. πεταιος, что означает, растущие на скалах.

## Ареал
Ареал вида простирается через всю Евразию от юго-западной Европы до Монголии, проникая даже в Северную Африку.
В диком виде встречается в горных смешанных лесах на высотах от 800 до 2500 метров над уровнем моря.

## Ботаническое описание
Крупный куст высотой около 2,5 метров.
Листья кожистые на длинных черешках имеют в основании выемку.
Цветки красных оттенков от бледно-красного до пурпурного.
Плоды — крупные кислые ягоды тёмно-красного цвета.
От близкородственного вида Смородина альпийская (Ribes alpinum) скальная смородина отличается особенностями строения цветков.

### Разновидности
- Ribes petraeum var. atropurpureum
  - [syn.  Ribes atropurpureum C.A.Mey.]
- Ribes petraeum var. biebersteinii
  - [syn.  Ribes biebersteinii Berland.]
  - [syn.  Ribes caucasicum M.Bieb.]
- Ribes petraeum var. carpathicum
  - [syn.  Ribes carpathicum Schult.]

## Использование
В культуре известны урожайные морозоустойчивые сорта с крупными плодами, отличающиеся ранним и равномерным плодоношением.